# ペーター・グリューンベルク

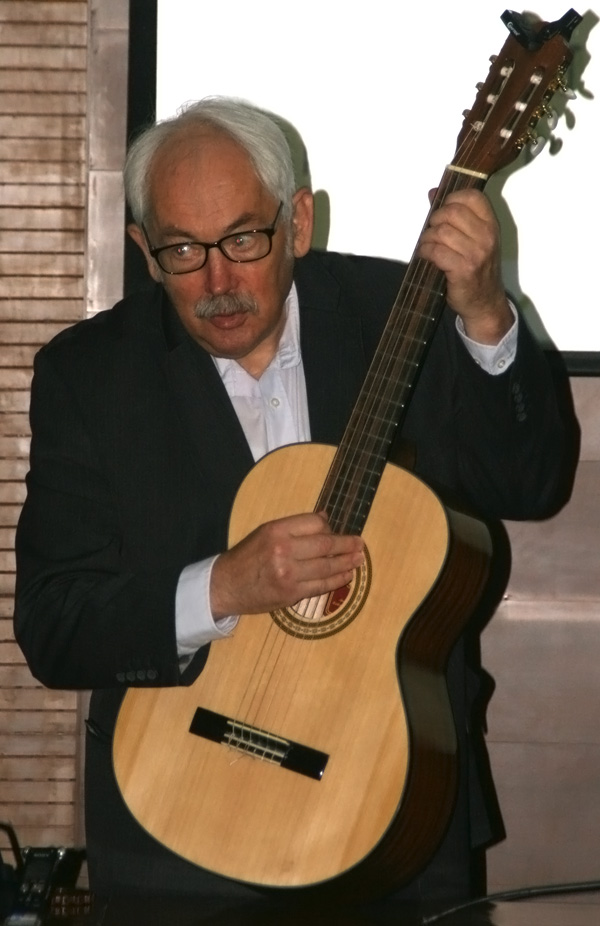
ギターを弾くグリューンベルク

ペーター・アンドレアス・グリューンベルク（Peter Andreas Grünberg、1939年5月18日 - 2018年4月7日）はドイツの物理学者で、巨大磁気抵抗を発見した人の一人である。ドイツのユーリヒ固体物理研究所教授。彼の研究成果はギガバイトハードディスクの成功へつながった。2007年にアルベール・フェールとともにノーベル物理学賞を受賞した。

## 経歴
当時ベーメン・メーレン保護領だったピルゼン（現チェコ・プルゼニ）に生まれた。1945年、ドイツの第二次世界大戦敗戦に伴い一家はチェコの収容所に入れられ、シュコダのエンジニアだった父が11月に収容所で死去。翌1946年、グリューンベルクは母とともにヘッセン州ラウターバッハ郊外の村フリッシュボルンへ移り、ラウターバッハのギムナジウムに通った。
1962年からフランクフルト大学、さらにダルムシュタット工科大学に通い1966年に物理の卒業資格をとり1969年にPh.D.を取得した。1969-1972年にカナダ・オタワのカールトン大学で博士研究員として勤めた。後にユーリヒ固体物理研究所で、薄膜と多層膜磁性の研究者リーダーとなり2004年に引退するまで務めた。

## 主要な業績
1986年に反平行な交換結合をする強磁性体層を発見した。それらの層は薄い非磁性体の層で分けられている。1988年には巨大磁気抵抗効果 (GMR) を発見した。この効果によって多層膜は結合できる。またGMRは同時期かつ独立にアルベール・フェールによってパリ第11大学で発見されている。これは現代のハードディスクの読み取りヘッドとして広く使われてきた。GMRのその他の応用として不揮発性磁気抵抗メモリ (MRAM) がある。2006年にヨーロッパ特許事務所とヨーロッパ委員会は1988年を“大学と研究所”の部門でヨーロッパ発明者の年と名づけた。

## 主要な論文
- Magnetfeldsensor mit ferromagnetischer, dünner Schicht
- Magnetic field sensor with ferromagnetic thin layers having magnetically antiparallel polarized components
- Grünberg, Peter, Y. Suzuki, T. Katayama, K. Takanashi, R. Schreiber, K. Tanaka. 1997. "The magneto-optical effect of Cr(001) wedged ultrathin films grown on Fe(001)". JMMM . 165, 134.
- P. Grünberg, J.A. Wolf, R.Schäfer. 1996. "Long Range Exchange Interactions in Epitaxial Layered Magnetic Structures". Physica B 221, 357.
- M. Schäfer, Q. Leng, R. Schreiber, K. Takanashi, P. Grünberg, W. Zinn. 1995. "Experiments on Interlayer Exchange Coupling" (invited at 5th NEC Symp., Karuizawa, Japan). J. of Mat. Sci. and Eng. . B31, 17.
- A. Fert, P. Grünberg, A. Barthelemy, F. Petroff, W. Zinn (invited at ICM in Warsaw, 1994). 1995. "Layered magnetic structures: interlayer exchange coupling and giant magnetoresistance". JMMM. 140-144, 1.
- P. Grünberg, A. Fuß, Q. Leng, R. Schreiber, J.A. Wolf. 1993. "Interlayer Coupling and its Relation to Growth and Structure". Proc. of NATO workshop on "Magnetism and Structure in Systems of Reduced Dimension", ed. by R.F.C. Farrow et al., NATO ASI Series B: Physics Vol. 309, p. 87, Plenum Press, N.Y. 1993.
- A. Fuß, S. Demokritov, P. Grünberg, W. Zinn. 1992. "Short- and long period oscillations in the exchange coupling of Fe across epitaxially grown Al- and Au-interlayers". JMMM. 103, L211.
- G. Binasch, P. Grünberg, F. Saurenbach, W. Zinn. 1989. "Enhanced magnetoresistance in Fe-Cr layered structures with antiferromagnetic interlayer exchange". Physical Review B39. 4282.
- P. Grünberg, R. Schreiber, Y. Pang, M.B. Brodsky, H. Sowers. 1986. "Layered Magnetic Structures: Evidence for antiferromagnetic coupling of Fe-layers across Cr-interlayers". Physical Review Letters. 57, 2442.

## 主要な受賞歴
- ジェームス・C・マックグラディ新材料賞　(1994)
- EPS欧州物理学賞　(1997)
- ウルフ賞物理学部門　(2006/2007)
- トムソン・ロイター引用栄誉賞(2006)
- ノーベル物理学賞　(2007)
- 日本国際賞　(2007)[5]

その他に新規物質のAPS国際賞、国際純粋・応用物理連合の磁性賞、技術と革新のドイツ未来賞などがある。

## 参照
1. ↑  “ペーター・グリュンベルクさん　７８歳＝ドイツの物理学者、ノーベル物理学賞受賞者”. 毎日新聞. (2018年4月11日) 2020年2月28日閲覧。
2. ↑  “The Nobel Prize in Physics 2007”.   The Nobel Foundation. 2007年10月9日閲覧。
3. 1 2  “Curriculum Vitae”.   Jülich Research Centre. 2007年10月9日閲覧。[出典無効]
4. ↑  G. Binasch; P. Grünberg; F. Saurenbach; W. Zinn (1989). “Enhanced magnetoresistance in layered magnetic structures with antiferromagnetic interlayer exchange”. Phys. Rev. B 39 (7):  pp. 4828-4830. doi:10.1103/PhysRevB.39.4828.
5. ↑  “ジャパンプライズ（Japan Prize/日本国際賞）”. 国際科学技術財団. 2022年9月4日閲覧。